# Tha mai allios
Tha Mai Allios (letteralmente sarò diversa) è il primo singolo estratto dal quinto album di studio della cantante greca Helena Paparizou. Ha raggiunto la prima posizione nella classifica dei singoli in Grecia e la seconda in quella cipriota.

## Classifiche
| Classifica (2009) | Posizione massima |
| ----------------- | ----------------- |
| Cipro             | 2                 |
| Grecia            | 1                 |